# Bembidion modocianum
Bembidion modocianum är en skalbaggsart som beskrevs av Thomas Casey. Bembidion modocianum ingår i släktet Bembidion och familjen jordlöpare. Inga underarter finns listade i Catalogue of Life.